# ビートルズから始まる。
石井食品 Presents ビートルズから始まる。（いしいしょくひん プレゼンツ ビートルズからはじまる。）はbayfmで毎週日曜日18:00-19:00に放送されていたラジオ番組。1999年4月放送開始。パーソナリティは小林克也。

## 概要
ビートルズの軌跡を追う番組。「ビートルズ世代」とも呼ばれる団塊の世代が主な対象だがリスナー層は10代から60代まで幅広いという。リクエストコーナーもありビートルズ以外の楽曲もよく流れた。以前はゲスト（評論家やミュージシャンなど）を呼んで小林と対談するゲストコーナーがあった。
2018年3月に石井食品が番組提供終了を発表。後番組は引き続き小林がパーソナリティをつとめる『6時からドットコム』。

## 番組内容
- オープニング〜「ビートルズカレンダー」 - 放送当日に起こったビートルズに纏わる出来事の紹介。
- ビートルズのエピソード - メインコーナー。
- リスナーからのリクエスト - ビートルズに限らずJ-POPなどいろいろなジャンルの曲がリクエストされる。スネークマンショーのコントが放送されたこともある。
- エンディング（次回予告など） - 主に次回放送の予告とリクエストの募集告知。

## 石井食品との関係
- 番組の「リスナーからのリクエスト」のコーナーで、リクエストが採用されると石井食品製品の詰め合わせが贈られた。
- 舞浜のClub IKSPIARIや千葉県内のホテルなどで年1回公開録音が行われた[注釈 2]。観覧は抽選招待制で、ゲストミュージシャンを招いて、ビートルズ・ナンバー演奏や番組スポンサーの石井食品の食材を使った料理やワインが提供された。なお、2016年11月30日に行われる予定だった公開録音は、スペシャルゲストの華原朋美が体調不良により出演キャンセルとなったため中止となった[2]。
- 1989年の開局以来bayfmが2018年3月まで、日曜18時台は石井食品の一社提供番組が放送された（枠廃止）[注釈 3]。その関係で交通情報が番組最初と終盤近くに2回流れた。